# Dunreith
Dunreith – miasto w Stanach Zjednoczonych, w stanie Indiana, w hrabstwie Henry.